# Desvenlafaxina
La desvenlafaxina è un composto chimico di formula C16H25NO2 che in condizioni normali si presenta come un solido biancastro.

## Storia
La desvenlafaxina è stata approvata per uso medico negli Stati Uniti a marzo 2008. Nel 2017, è stato il 235° farmaco più comunemente prescritto negli Stati Uniti, con oltre due milioni di prescrizioni.
La sostanza è attualmente inclusa nell'elenco delle sostanze sottoposte a REACH.

## Caratteristiche strutturali e fisiche
Dal punto di vista strutturale, è un composto amminico terziario della N,N-dimetiletanammina che in posizione 1 presenta un gruppo 1-idrossicicloesilico e un gruppo 4-idrossifenilico.
La molecola presenta:
- 2 donatori di legami a idrogeno
- 3 accettori di legami a idrogeno
- 4 legami ruotabili
- 19 atomi pesanti
- 1 centro stereogenico

La sezione d'urto è pari a:
- 163.78 Å² [M+H]+
- 163.26 Å² [M+H-H2O]+
- 155.93 Å² [M+H]+

La superficie polare del composto è pari a 43,7 Å² e la massa monoisotopica è pari a 263,188529040 Da.

## Reattività e caratteristiche chimiche
La desvenlafaxina è il metabolita attivo 0-demetilato della venlafaxina e risulta solubile in acqua.
Esistono 3 spettri analitici correlati al composto:
- spettro GC-MS[10]
- spettro MS-MS[11]

## Biochimica
Il composto partecipa alle seguenti reazioni:
{\displaystyle {\ce {NADH + C17H27NO2 + O2 -> C16H25NO2 + NAD + CH2O + CH2O}}}{\displaystyle {\ce {C16H25NO2 + NADH + O2 -> C15H23NO2 + NAD + CH2O + H2O}}}
{\displaystyle {\ce {C16H25NO2 -> C20H29NO8}}}

## Farmacologia e Tossicologia
Il farmaco va assunto per via orale.

## Farmacodinamica
Desvenlafaxine è un inibitore selettivo della ricaptazione di serotonina e norepinefrina.
In vitro, il composto non presenta attività significativa sui recettori muscarinico colinergici, i recettori H1 e i recettori andrenergici, ovvero nessuna attività sull'ammino ossidasi e i canali ionici del potassio nel cuore (hERG).
Non sembra inibire i canali ionici per calcio, cloro, potassio e sodio.
Assorbimento
La biodisponibilità orale assoluta dopo somministrazione orale è pari a circa l'80%. Il Tmax è stimato intorno alle 7,5 ore dopo la somministrazione orale con una Cmax pari a 376 ng/mL, mentre l'area under the curve sulle 24 ore è stato calcolata pari a 6.747 ng*h/mL.
L'assunzione di un pasto ad alto contenuto calorico (800 - 1.000) aumenta la Cmax di circa il 16%, ma non ha effetto sull'AUC.
Il volume di distribuzione è stabile a 3,4 L/kg. Il legame con le proteine pasmatiche è indipendente dalla concentrazione del farmaco e pari al 30%
Metabolismo
Desvenlafaxina ha un'efficacia farmacologica molto simile alla venlafaxina. La differenza principale tra i due è legata al fatto che, mentre la venlafaxina è metabolizzata dal CYP2D6, la desvenlafaxina viene coniugata dalle glucuronosiltransferasi.
Per questo motivo, difficilmente la desvenlafaxina interagisce con altri farmaci assunti in associazione e che hanno effetti sulla via metabolica del CYP2D6.
Una via metabolica secondaria è rappresentata dall'ossidazione a N,O-didesmetil venlafaxine mediata da CYP3A4 e potenzialmente CYP2C19.
Eliminazione
La desvenlafaxina è escreta principalmente attraverso le urine. Approssimativamente il 45% viene escreto senza essere metabolizzato nelle 72 ore successive alla somministrazione. Circa il 19% viene escreta nella forma glucorinata e meno del 5% nella forma ossidata.
L'emivita media è pari a 11,1 ore e può prolungarsi in pazienti con insufficienza renale e/o insufficienza epatica da moderata a severa.
A seguito di somministrazione di 100 mg di desvenlafaxina in pazienti sani tra i 18 e i 45 anni, la clearence renale è stata calcolata essere pari a 222 ± 82 mL/min.

## Tossicologia
Il composto è classificato come potenziale interferente endocrino.

## Effetti del composto e usi clinici
Il composto viene venduto negli Stati Uniti con il marchio Pristiq tra gli altri, come farmaco per il trattamento del disturbo depressivo maggiore.
Viene anche usato come farmaco off-label per il trattamento delle vampate di calore nelle donne in menopausa.

## Controindicazioni ed effetti collaterali
Gli effetti collaterali comuni includono vertigini, difficoltà a dormire, aumento della sudorazione, costipazione, sonnolenza, ansia e problemi sessuali.
Gli effetti collaterali gravi possono includere il suicidio nei soggetti di età inferiore ai 25 anni, la sindrome serotoninergica, l'emorragia, la mania e l'ipertensione.
Una sindrome da astinenza può verificarsi se la dose viene ridotta rapidamente.
Esiste il rischio, anche se raro, di sviluppo della sindrome serotoninergica se il medicinale viene assunto con altri farmaci che aumentano la serotonina, triptani, antidepressivi triciclici, farmaci da banco e inibitori della monoammino ossidasi.

## Impatto ambientale
Con una pressione di vapore stimata di 6,8 x 10-8 mmHg a 25°C la desvenlafaxina esiste nell'atmosfera sia nella fase di vapore che nella fase particellare.
La porzione presente nella fase di vapore viene degradata da radicali idrossilici derivanti da reazioni fotochimiche con un'emivita di 1 ora. La parte presente nel particolato viene rimossa mediante deposizione secca o umida.
La desvenlafaxina non contiene cromofori in grado di assorbire lunghezze d'onda superiori a 290 nm e pertanto non risulta suscettibile a fotolisi.
Qualora venga rilasciato nel terreno ci si aspetta che il composto abbia una bassa mobilità (Koc stimato = 1.700).
In base ai valori stimati di pKa1 (ammine) e pKa2 (fenolo), il composto sarà presente nell'ambiente quasi completamente nella forma cationica venendo facilmente assorbito in suoli con una percentuale di carbonio organico elevata. Per la stessa ragione non ci si aspetta che il composto venga volatilizzato dal suolo o dall'acqua.
In acqua, il composto rimane nella fase acquosa senza essere assorbito nelle particelle o nei sedimenti. Con un BFC stimato di 24 il composto ha un potrebbe moderatamente bioaccumularsi negli organismi acquatici.
Infine, l'assenza di gruppi che possono essere idrolizzati a pH ambiente (5 - 9) rendono l'idrolisi un processo inatteso.